# ویکتور راموس فریه‌را

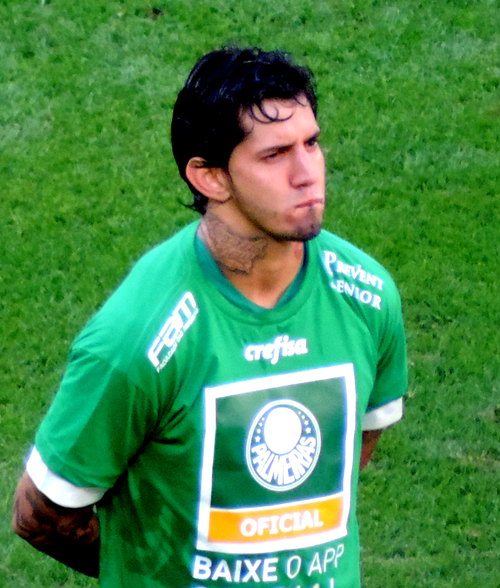
راموس فریه‌را در سال ۲۰۱۵

والبرتو آموریم دوس سانتوس (به پرتغالی: Victor Ramos Ferreira) مدافع اهل برزیل است که در شهر سالوادور و در تاریخ ۵ مهٔ ۱۹۸۹ به دنیا آمده‌است.
والبرتو آموریم دوس سانتوس در تیم‌های فوتبال Vitoria سابقهٔ حضور دارد.